# ولسوالی سرپل
ولسوالی سرِپُل یکی از ۷ ولسوالی ولایت سرپل، به مرکزیت شهر سرپل در شمال افغانستان است. سرپل از ولسوالی‌های درجه اول ولایت سرپل بوده، ۲۰۳۷ کیلومترمربع مساحت دارد و سومین ولسوالی بزرگ سرپل می‌باشد. این ولسوالی با ۱۷۶٬۹۹۴ نفر جمعیت در سال ۱۳۹۹، پر جمعیت‌ترین ولسوالی ولایت سرپل است.
ولسوالی سرپل از شمال با ولایت جوزجان، از شمال غرب با ولایت بلخ، از جنوب شرق با ولسوالی‌های گوسفندی و سوزمه قلعه، از جنوب غرب با ولسوالی صیاد و از جنوب با ولسوالی کوهستانات محدود می‌باشد.
ولسوالی سرپل ۲۰۳۷ کیلومترمربع مساحت داشته و متشکل از ۲۶۱ قریه می‌باشد. قرار معلومات انستیتیوت انکشاف دهات ۵۵٫۷ درصد ساحات ولسوالی مذکور کوهی و نیمه کوهی و ۴۳٫۳ درصد ساحات آن هموار و نیمه هموار می‌باشد.

## مردم
قرار معلومات فراهم شده از دفتر احصائیه مرکزی سال ۲۰۰۴ ولسوالی سرپل دارای ۱۱۵۴۶۳ نفر (اناث ۴۹ درصد و ذکور ۵۱ درصد) نفوس بوده که متشکل از اقوام بلوچ ،هزاره، ازبک، تاجیک، پشتون و عرب می‌باشد.